# Jessica Pilzová
Jessica Pilzová (* 22. listopadu 1996 Haag) je rakouská reprezentantka ve sportovním lezení, mistryně světa, vítězka Zimních armádních světových her a juniorská mistryně světa v lezení na obtížnost. Na Letních olympijských hrách 2024 získala bronzovou medaili v kombinaci (bouldering + lezení na obtížnost).
Juniorská mistryně Evropy v lezení na obtížnost i v boulderingu a vítězka Evropského poháru juniorů v boulderingu.

## Výkony a ocenění
- 2011–2013: 3× juniorská mistryně světa (celkem 6 medailí)
- 2012–2015: 4× juniorská mistryně Evropy (celkem 7 medailí)
- 2014: vítězka seriálu Evropského poháru juniorů (celkem 6 medailí, 18 z jednotlivých závodů)
- 2015: nominace na Světové hry 2017 v polské Vratislavi za 3. místo na ME
- 2017: vítězka 3. zimních armádních světových her v lezení na obtížnost i v boulderingu, stříbrná medailistka z lezení na rychlost
- 2018: druhé místo na Rock Masteru, mistryně světa

### Závodní výsledky
| Světové hry | Světové hry |
| Rok         | 2017        |
| ----------- | ----------- |
| Obtížnost   | 5           |

| Arco Rock Master | Arco Rock Master |
| Rok              | 2018             |
| ---------------- | ---------------- |
| Duel             | 2                |

| Mistrovství světa | Mistrovství světa | Mistrovství světa |
| Rok               | 2016              | 2018              |
| ----------------- | ----------------- | ----------------- |
| Obtížnost         | 5                 | 1                 |
| Rychlost          | —                 | 56                |
| Bouldering        | —                 | 4                 |
| Kombinace         | —                 | 3                 |

| Světový pohár       | Světový pohár        | Světový pohár      | Světový pohár       | Světový pohár | Světový pohár       | Světový pohár      | Světový pohár |
| Rok                 | 2012                 | 2013               | 2014                | 2015          | 2016                | 2017               | 2018          |
| ------------------- | -------------------- | ------------------ | ------------------- | ------------- | ------------------- | ------------------ | ------------- |
| Obtížnost           | 33                   | 19                 | 14                  | 3             | 9                   | 4                  | 2             |
| jednotlivě* (0/5/4) | 16,-,-,-, -,-,21,-,- | 12,13,-, -,-,-,7,- | 4,-,-,-,, · 19,10,- | ,,4, · ,      | 13,8,-,-, · ,4,15   | -,4,7,,7,5,5,5     | ,,,,          |
|                     |                      |                    |                     |               |                     |                    |               |
| Rychlost            | —                    | —                  | —                   | 0             | —                   | 57-59              |               |
| jednotlivě*         | —                    | —                  | —                   | -,34,-,-,-    | —                   | -,23,-,-,-,-,-     |               |
|                     |                      |                    |                     |               |                     |                    |               |
| Bouldering          | —                    | —                  | —                   | —             | 25-26               | 58-62              | 7             |
| jednotlivě*         | —                    | —                  | —                   | —             | -,-,10,-, -,-,11-12 | 25-26,-, -,-,-,-,- | ,16,5,14,7    |
|                     |                      |                    |                     |               |                     |                    |               |
| Kombinace           | —                    | —                  | —                   | —             | 3                   | 10                 |               |

* poznámka: nalevo jsou poslední závody v roce
| Zimní armádní světové hry | Zimní armádní světové hry |
| Rok                       | 2017                      |
| ------------------------- | ------------------------- |
| Obtížnost                 | 1                         |
| Rychlost nestandardní     | 2                         |
| Bouldering                | 1                         |

| Mistrovství Evropy | Mistrovství Evropy | Mistrovství Evropy | Mistrovství Evropy |
| Rok                | 2013               | 2015               | 2017               |
| ------------------ | ------------------ | ------------------ | ------------------ |
| Obtížnost          | 3                  | 11-12              | 3                  |
| Rychlost           | —                  | 31                 | 41-49              |
| Bouldering         | —                  | 5                  | 12                 |

| Mistrovství světa juniorů | Mistrovství světa juniorů | Mistrovství světa juniorů | Mistrovství světa juniorů | Mistrovství světa juniorů | Mistrovství světa juniorů | Mistrovství světa juniorů |
| Rok                       | 2010 kat. B               | 2011 kat. B               | 2012 kat. A               | 2013 kat. A               | 2014 juniorky             | 2015 juniorky             |
| ------------------------- | ------------------------- | ------------------------- | ------------------------- | ------------------------- | ------------------------- | ------------------------- |
| Obtížnost                 | 16                        | 1                         | 1                         | 1                         | 2                         | 2                         |
| Rychlost                  | —                         | —                         | —                         | —                         | —                         | 21                        |
| Bouldering                | —                         | —                         | —                         | —                         | —                         | 3                         |

| Mistrovství Evropy juniorů | Mistrovství Evropy juniorů | Mistrovství Evropy juniorů | Mistrovství Evropy juniorů | Mistrovství Evropy juniorů |
| Rok                        | 2012 kat. A                | 2013 kat. A                | 2014 juniorky              | 2015 juniorky              |
| -------------------------- | -------------------------- | -------------------------- | -------------------------- | -------------------------- |
| Obtížnost                  | 1                          | 1                          | 2                          | 1                          |
| Bouldering                 | —                          | 2                          | 1                          | 2                          |

| Evropský pohár juniorů | Evropský pohár juniorů | Evropský pohár juniorů | Evropský pohár juniorů | Evropský pohár juniorů | Evropský pohár juniorů | Evropský pohár juniorů |
| Rok                    | 2010 kat. B            | 2011 kat. B            | 2012 kat. A            | 2013 kat. A            | 2014 juniorky          | 2015 juniorky          |
| ---------------------- | ---------------------- | ---------------------- | ---------------------- | ---------------------- | ---------------------- | ---------------------- |
| Obtížnost              | 5                      | 2                      | 2                      | 6                      | 2                      | —                      |
| jednotlivě* (3/4/5)    | 5,-4,-4,13-15,10       | ,,4,                   | ,,-,-                  | -,                     | ,                      | —                      |
| Bouldering             | —                      | 3                      | 5                      | 12                     | 1                      | 2                      |
| jednotlivě* (2/3/1)    | —                      | ,8                     | 4,4                    | ,-,-                   | ,,8                    | ,                      |

- poznámka: nalevo jsou poslední závody v roce

## Galerie

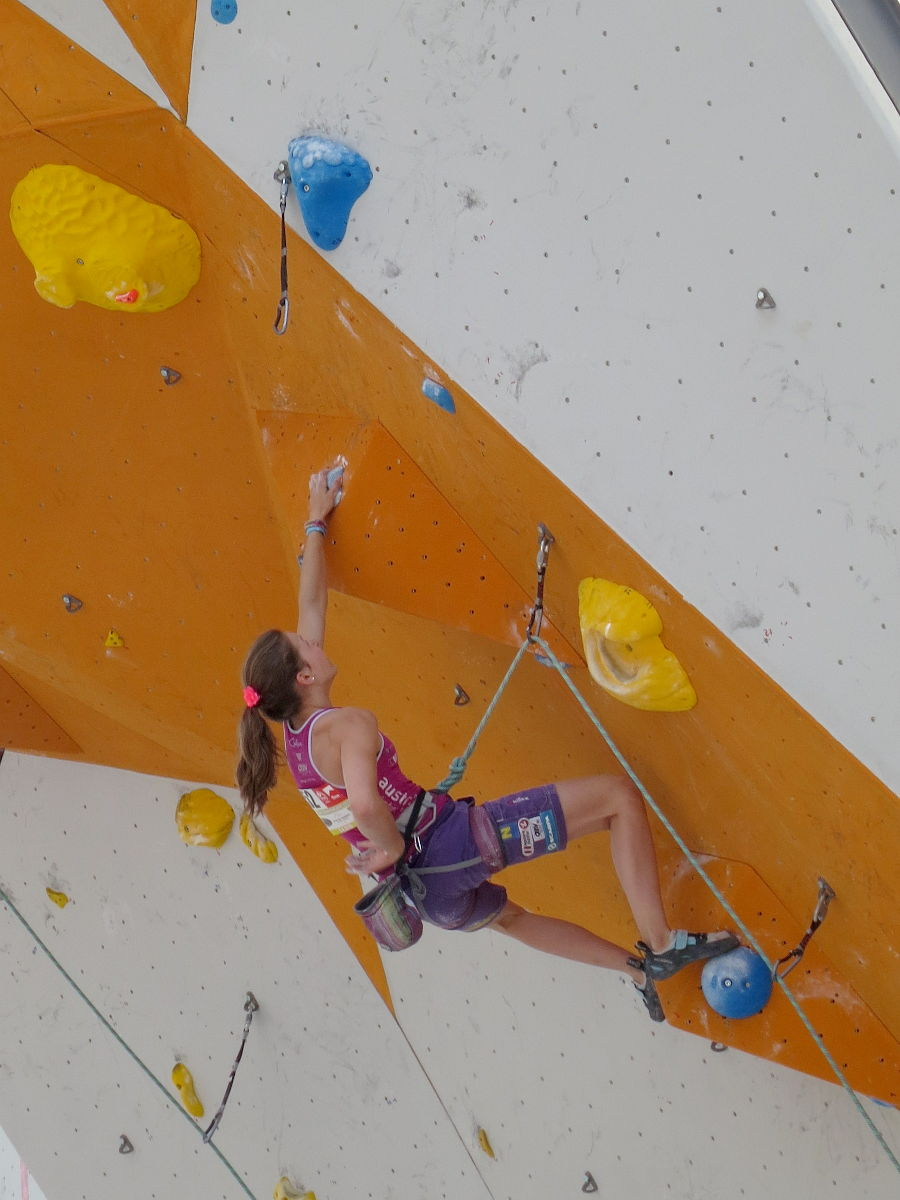
Jessica Pilz v semifinále ME 2013 v lezení na obtížnost v Chamonix
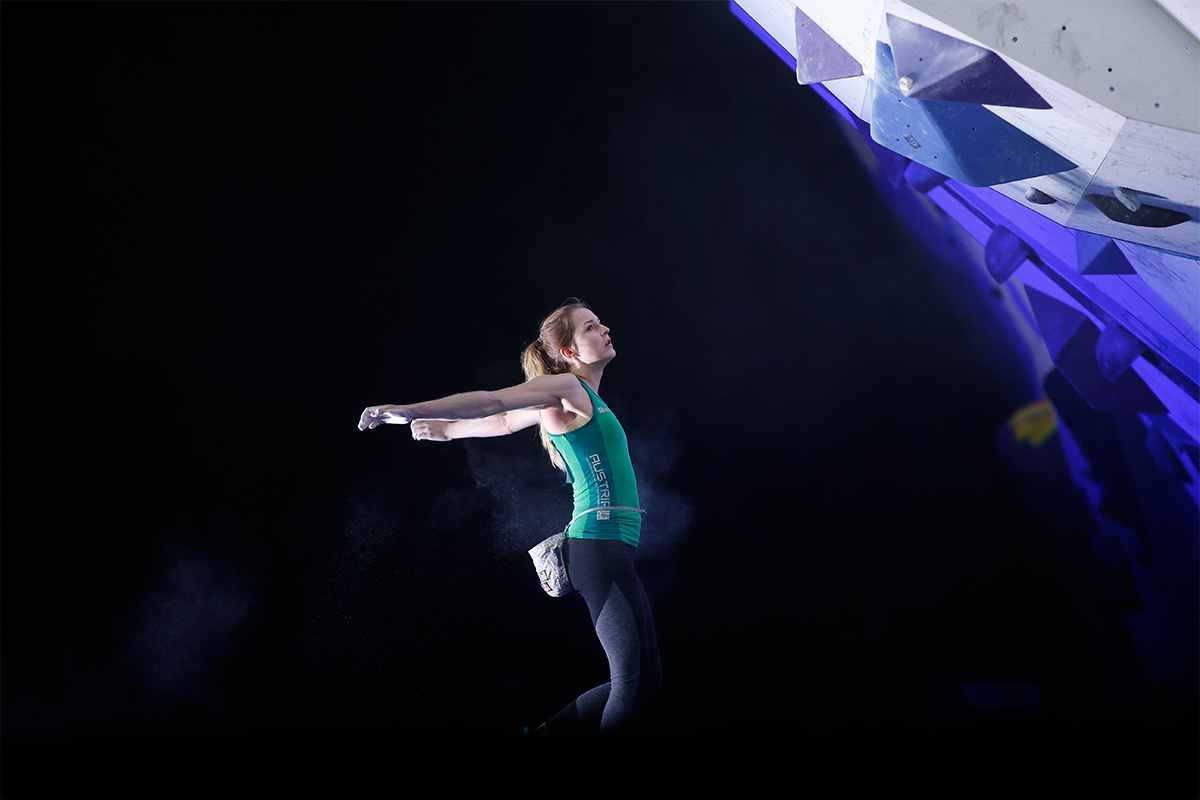
Zimní armádní světové hry 2017 v Soči
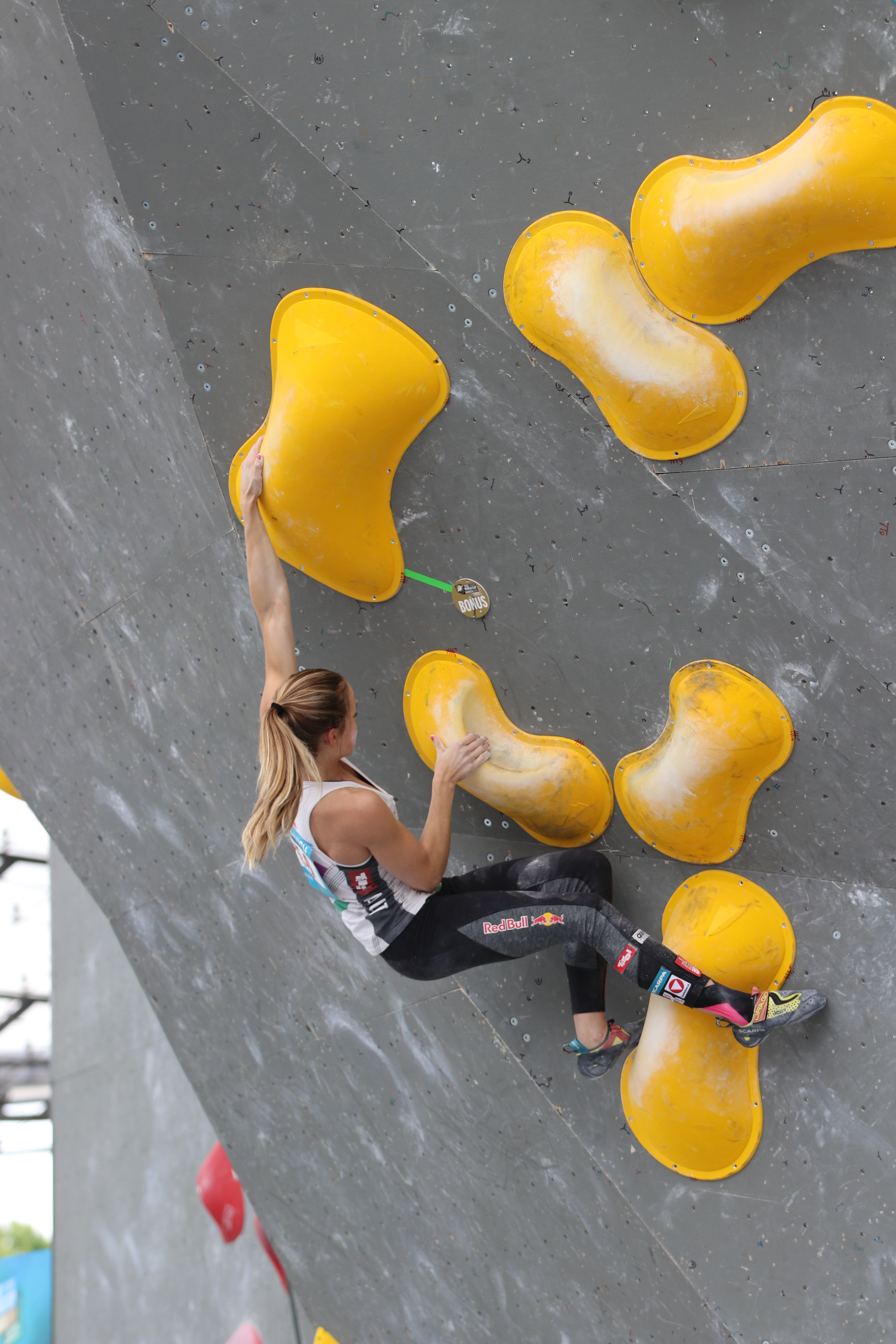
Světový pohár 2017 v Mnichově, finále
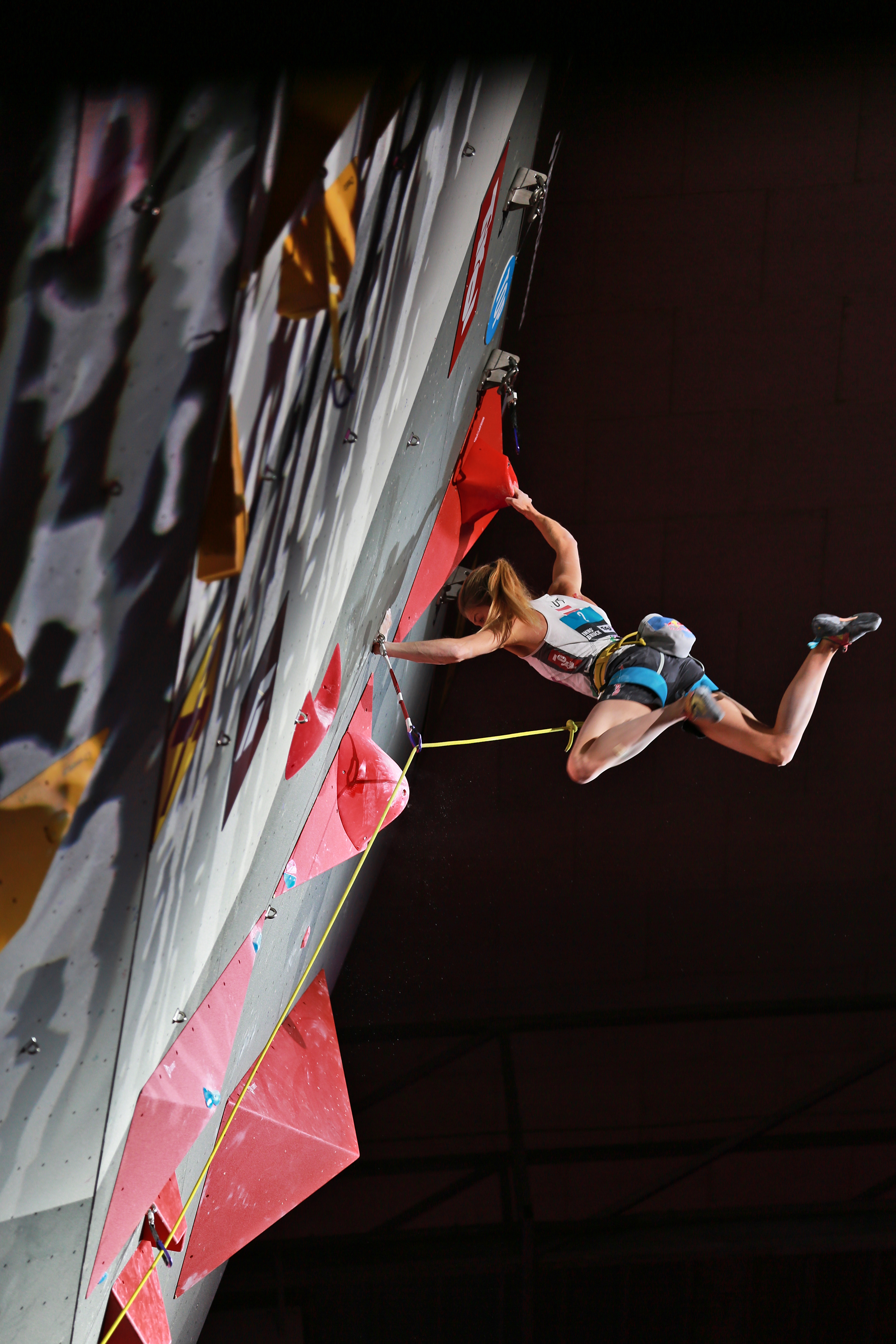
Mistrovství světa 2018, finále kombinace obtížnost